# Dobre życie (film 1996)
Dobre życie (hiszp. La buena vida) – hiszpańsko-francuski komediodramat z 1996 roku w reżyserii Davida Trueby. Zdjęcia kręcono w Madrycie i Ávila.

## Zarys fabuły
Rodzice Tristána giną w katastrofie lotniczej. Nastolatkiem zajmuje się chory dziadek.

## Obsada
- Fernando Ramallo − Tristán
- Lucía Jiménez − Lucía
- Luis Cuenca − Abuelo
- Isabel Otero − Isabelle
- Joel Joan − Claudio